# Stefania Nardini

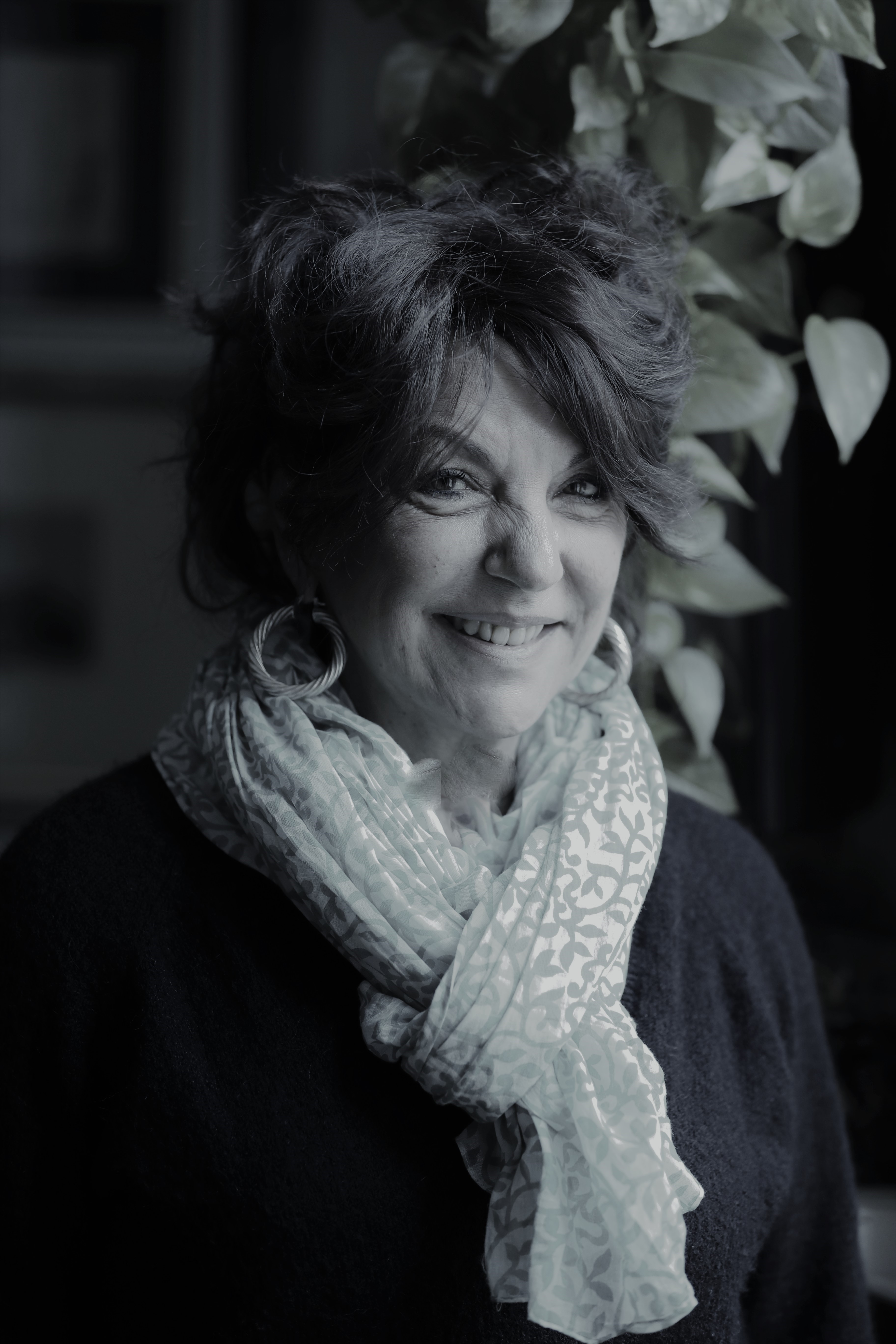
Stefania Nardini nel 2021

Stefania Nardini (Roma, 26 settembre 1959) è una scrittrice e giornalista italiana.

## Biografia
Alla fine degli anni settanta, muove i primi passi nel mondo della comunicazione con un’emittente romana, Radio 10 Antenna Democratica, successivamente, è nella redazione del CERT (Centro Editoriale Radio Televisivo), struttura di produzione di programmi per emittenti e televisioni legate al PCI dove si occupa di cultura e spettacolo conducendo programmi e interviste a personaggi come Gillo Pontecorvo e Patty Smith, oltre a numerosi artisti del mondo dello spettacolo. Nel 1979 inizia la sua collaborazione per il quotidiano «Il Messaggero», dove - per la cronaca prima diretta da Silvano Rizza e successivamente da Vittorio Roidi - si occupa di politiche sociali, marginalità, questioni di genere. Autrice delle primissime inchieste sull’emigrazione clandestina, dedica molto del suo impegno professionale a temi come la violenza sessuale e le discriminazioni sessuali. Temi legati alla militanza femminile che in quegli anni divennero programma politico del coordinamento giornaliste, in cui ebbe un ruolo attivo. Giornalista pubblicista dal 1980, ha lavorato per il quotidiano «Paese Sera» e il settimanale L'Europeo. Nel 1983 viene chiamata in RAI da Gianni Boncompagni per il programma “Pronto, Raffaella?”, il primo esperimento televisivo con il coinvolgimento del pubblico in diretta attraverso il telefono. Nel 1984 conosce il suo futuro marito, Ciro Paglia. Nel 1985 dirige la redazione de “Il Buon Paese”, programma di Rete 4 condotto da Claudio Lippi.
Nel 1985 esce anche il suo primo libro: Roma nascosta (Newton Compton Editori), scritto con Fabio Martini, la prima guida ai luoghi artistici della capitale chiusi al pubblico. Nel 1986 è nominata dall'allora governo Craxi Capo Ufficio Stampa del neonato Ministero dell’Ambiente. Coordina la redazione del volume Topolino e il ministro dell'ambiente presentano: Tuttoambiente edito dalla Disney, il primo esperimento di racconto a fumetti di un'istituzione pubblica. Coordina l’organizzazione del primo Consiglio Europeo dell’Ambiente. In quel periodo viene intervistata da alcuni magazine (tra cui «Stern») per raccontare la sua esperienza di ventisettenne con un incarico istituzionale per la comunicazione. 
Nell'ottobre 1986, dall’unione con Ciro Paglia, nasce suo figlio, Vito Francesco Paglia. Conclusa l'esperienza istituzionale si trasferisce a Napoli e dal 1987 si dedica completamente al giornalismo scritto. Per il suo giornale, «Il Mattino», si occupa di inchieste nelle terre di camorra e di temi sociali. Si sposa a Ponza nel 1991 e nello stesso anno sostiene l’esame come giornalista professionista. Nel 1996, anno in cui viene eletta nel Comitato di Redazione, si dimette da Il Mattino con una lettera aperta in cui motiva la sua scelta. Si trasferisce in Umbria a Bettona dove è coautrice con Ciro Paglia e Roberta Tatafiore di un libro sul fenomeno politico di «mani pulite» edito da Koiné. Nel 2000 esce il suo primo romanzo Matrioska (Tullio Pironti Editore), ispirato a una donna ucraina vittima della tragedia del post comunismo che per sopravvivere finisce, nonostante una laurea in letteratura, cameriera in Italia. Il testo è stato tradotto in lingua ucraina e inizialmente distribuito clandestinamente per poi essere pubblicato nel 2007 dalla rivista Vsesvit. Per realizzarlo si stabilisce a Kiev per alcuni mesi. 
Nel 2002 si sposta a Marsiglia per lavorare a una biografia di Jean-Claude Izzo che uscirà, corredata da una raccolta di suoi scritti inediti, per i tipi di Perdisa Pop Archiviato il 26 marzo 2018 in Internet Archive. nel 2010 nella collana Rumore Bianco diretta da Luigi Bernardi, con il titolo Jean Claude Izzo. Storia di un marsigliese, e che è stata la prima biografia dello scrittore francese. A Marsiglia rimane indissolubilmente legata, decidendo di prendervi residenza dal 2003. Da qui firma reportage per la rivista femminile italiana «Anna» e articoli per la rivista di politica internazionale «Diplomatie». Il lavoro su Izzo continua negli anni con numerosi interventi in manifestazioni a lui dedicate: il dicembre 2010 la vede sul palco del teatro comunale di Barletta con Gian Maria Testa per lo spettacolo Ritals - Gian Maria Testa canta, Stefania Nardini racconta; nel 2013 è a Genova per lo spettacolo La visione di Jean-Claude Izzo ancora con Testa, Bruno Morchio e Massimo Carlotto, poi replicato nel 2014 durante la rassegna "Tutti i colori del giallo" di Massagno.
È cofondatrice di due riviste letterarie: Sud e con Giulio Mozzi dà vita a «Vibrisselibri», il primo progetto di editoria on line. Da luglio 2008 cura la pagina “Scritture & Pensieri” per il quotidiano Corriere Nazionale.
Costante il suo impegno per la valorizzazione della cultura mediterranea, che la vede tra i protagonisti di numerose iniziative, tra le quali: la mostra Migrazioni spirituali mediterranee nel 1997; il primo Festival della Letteratura Mediterranea a Pompei nel 2005; con il Progetto Mediterranea, coordinato da Simone Perotti, viaggia da Cipro a Tangeri per tre anni; nel 2017 idea e produce lo spettacolo Mediterraneo, in collaborazione con un gruppo di musicisti marsigliesi.
Nel dicembre 2009 pubblica il romanzo Gli scheletri di via Duomo (Tullio Pironti Editore), un noir ambientato a Napoli. Ancora Marsiglia è protagonista del suo terzo lavoro letterario Alcazar. Ultimo spettacolo (Edizioni e/o), romanzo storico ispirato alla Marsiglia degli anni quaranta, del 2013.
Nel 2015 Edizioni e/o ripubblica Jean Claude Izzo, storia di un marsigliese. I suoi romanzi ricevono una buona accoglienza sia da parte della critica che del pubblico. Nel 2019 la biografia di Izzo viene tradotta in Francia per i tipi di Les Editions des Fédérés col titolo Jean-Claude Izzo, histoire d'un Marseillais.
Nel 2021, sempre per i tipi di e/o esce il suo ultimo romanzo La combattente.

## Opere

### Romanzi
- Fabio Martini e Stefania Nardini, Roma nascosta, Roma, Newton Compton, 1984, ISBN 9788879834483.
- Matrioska, Napoli, Tullio Pironti Editore, 2001, ISBN 9788879372411.
- Gli scheletri di via Duomo, Napoli, Tullio Pironti Editore, 2008, ISBN 9788879374866.
- Alcazar. Ultimo spettacolo, Roma, Edizioni e/o, 2013, ISBN 9788866323730.
- Jean-Claude Izzo. Storia di un Marsigliese, Roma, Edizioni e/o, 2015, ISBN 9788866325727.
- La combattente, Roma, Edizioni e/o, 2021, ISBN 9788833573304.

### Racconti
- Massimo Maugeri (a cura di), "Il Mandrione ai tempi dell'amore", in Roma per le strade 2, Roma, Azimut (Roma), 2009, ISBN 9788860031075.
- Marino Magliani (a cura di), "Corpo 15", in Il magazzino delle alghe, Eumeswil), 2010, ISBN 9788889378687.
- Marino Magliani (a cura di), "Cuoricino!", in C’era (quasi) una volta, Senzapatria Editore), 2011, ISBN 9788897006169.
- "La primavera di Maryam", in Sorci Verdi. Storie di ordinario leghismo, Edizioni Alegre), 2011, ISBN 9788889772645.
- "Het andere Rome", in De stedenverzamelaar, Serena Libri Amsterdam, 2012, ISBN 9789076270715.

## Riconoscimenti
Il 7 dicembre 2011 riceve il premio Giovi Città di Salerno per Jean-Claude Izzo. Storia di un marsigliese, PerdisaPop, 2010.